# 이언 카마
세레체 카마 이언 카마(영어: Seretse Khama Ian Khama, 1953년 2월 27일~)는 보츠와나의 정치인으로, 2008년 4월 1일부터 2018년 4월 1일까지 보츠와나의 제4대 대통령이었다. 보츠와나 방위군 사령관을 역임한 후 정계에 입문하여 1998년부터 2008년까지 보츠와나의 부통령을 지냈으며, 2008년 4월 1일 페스터스 모하에의 뒤를 이어 대통령이 되었다. 그는 2009년 선거에서 재선되었고 2014년 10월에 재선되었다.

## 어린 시절
이언 카마는 보츠와나의 최고 독립 운동가 겸 지도자이자 1966년부터 1980년까지 대통령이었던 세레체 카마와 카마 부인의 둘째 아이이다. 그는 백인 여성과의 결혼에 대한 식민지 정부의 반대와 남아프리카 공화국의 떠오르는 아파르트헤이트 정권 때문에 그의 아버지가 영국에서 망명 생활을 하고 있을 때 서리주의 체르치에서 태어났다.
그는 바망와토 사람들의 최고 우두머리였던 세코마 2세 (1869년~1925년)의 손자이자 그들의 왕인 카마 3세 (1837년~1923년)의 증손자이기도 하다. 그의 고조부인 크고식골로 세코마 1세는 바망와토족의 추장 (1815년~1885년)이었다. "세레체"라는 이름은 "함께 묶는 점토"를 의미하며, 최근 아버지와 할아버지의 화해를 축하하기 위해 아버지에게 주어졌다. 이언 세레츠 카마는 이 역사적 유산을 이어가기 위해 그의 아버지의 이름을 따서 지어졌다. 그는 자신과 아버지를 구별하기 위해 이언 카마로도 간단히 알려져 있다. 이언 카마의 동생인 체케디 카마 2세는 보츠와나의 초대 대통령 세레체 카마의 섭정이자 보호자였던 그들의 숙부 체케디 카마의 이름을 따서 지어졌다.

## 교육 및 군사 경력
이언 카마는 음바바네에 있는 유나이티드 월드 칼리지인 워터포드 캄흘라바와 영국 육군사관학교에서 교육을 받았고, 그는 자격 있는 조종사이다. 1977년 4월, 카마는 세레체 카마의 대통령 재임 기간 동안 24세의 나이에 준장으로 임명되어 몸파티 메라페 전 부통령의 부사령관이 되었다. 이후 1989년 보츠와나 방위군 사령관으로 임명되어 1998년에 은퇴했다. 이 기간 동안, 카마는 1977년 보츠와나 방위군이 창설되었을 때 창설 장교 훈장, 의무에 헌신하기 위한 의무 코드 훈장, 20년의 복무 후 1997년 유공자 훈장을 포함하여 군 훈장을 받았다.

## 정치 경력
1997년 12월 16일 보츠와나 방위군 사령관으로 복무한 카마는 1998년 3월 31일 자신의 사령관에서 은퇴할 것이라고 발표했다. 이 날짜가 퀘트 마시레 대통령의 퇴임과 같은 날짜였기 때문에, 카마에 대한 정치적 추측을 부채질했다. 1998년 4월 1일, 페스터스 모하에 부통령이 마시레의 뒤를 이어 대통령이 되었을 때, 카마는 새로운 부통령으로 임명되었다. 하지만, 카마는 국회 의석을 차지하지 않았기 때문에 부통령으로 즉시 취임할 수 없었다. 1998년 7월 초, 그는 세로웨 북쪽에서 압도적으로 보궐선거에서 승리하여 야당인 보츠와나 국민전선의 후보자를 위해 86표 대 2,986표를 받았다. 7월 13일, 그는 국회에 자리를 잡고 부통령으로 취임했다. 이러한 행동에 의해, 그는 현대 보츠와나의 입헌 군주들이 정당 정치에 적극적으로 참여하는 것이 법적으로 금지되어 있기 때문에, 지금까지 주장되지 않았던 세습 통치권을 사실상 포기했다. 그럼에도 불구하고, 많은 전통적인 바망와토는 계속해서 그를 그들의 우두머리로 인정했다.
1999년 10월 총선에서 보츠와나 민주당(BDP)이 승리한 후, 카마는 부통령으로 남아 대통령과 행정부 장관을 지냈다. 모하에는 그해 말 카마에게 1년 휴가를 주었는데, 이 결정은 야당인 보츠와나 회의당과 보츠와나 비정부기구 평의회가 강하게 비판한 것이다. 카마의 휴가는 2000년 1월 1일에 발효되었다. 그는 2000년 9월 1일 부통령으로 복귀했지만, 당시 대통령 업무와 행정부 장관으로 교체되었다.

## 대통령직
2008년 4월 1일, 모하에 대통령은 카마의 뒤를 이어 대통령이 되었다. 가보로네에서 열린 취임식에서 카마는 "스타일의 변화와 여러 문제에 대한 특별한 강조"가 분명할 수 있지만 정책의 지속성과 "급진적인 변화"는 없을 것이라고 말했고 민주주의에 대한 자신의 헌신을 강조했다. 그는 즉시 주요 내각 개편에 착수했고, 그는 외무부 장관이었던 몸파티 메라페를 새로운 부통령으로 임명했다. 대통령이 된 후, 카마는 보츠와나 민주당의 의장직을 떠났고, 대니얼 크웰라고베가 그의 후임으로 선출되었다. 카마는 부통령직을 이유로 취임 첫해 대통령직에 선출되지 못했다. 케네스 굿과 같은 일부 정치 평론가들은 보츠와나의 선거 제도의 결함으로 보고 있다.
카마 대통령은 보츠와나의 과도한 음주 문제를 해결하기 위해 70%의 알코올 부담금을 부과하고 싶다는 의사를 처음으로 밝혔다. 이러한 부담금의 실질적인 효과는 술집과 다른 주류업소들과 함께 그러한 부담금의 부과에 저항한 양조업에 해로운 영향을 미치는 것으로 나타났다. 대통령은 이후 보츠와나 상공업인력연맹 등 업계 지도자들과 협의해 30%의 부담금을 부과했다. SAB밀러는 부담금을 낮추기 위해 영국 외교 대표를 확보했다.
2008년, 미디어 실무자법은 보츠와나 법을 통과시켰고, 몇몇 언론사들이 언론의 자유를 억압한다는 비판을 받아왔다. 그 법안의 언어는 좀 더 전문적인 저널리즘 표준을 장려하려고 한다. 그 법은 시행이나 시행이 어렵다는 것이 입증되었다.
2009년, 카마는 카마의 긍정적인 그림을 그린 CNN의 아프리카의 목소리에 출연하여 보츠와나를 아프리카의 "성공 스토리"라고 명명했다.

### 2014년 총선
2014년 보츠와나 총선에서 카마는 재선에 성공했다. 그의 정당은 46.45%의 득표율을 기록했고, 국민의회의 과반수를 차지했다. 2014년 7월 30일, 야당 정치인 고모레모 모츠왈레디가 교통사고로 사망했다. 이 사건이 정치적인 동기에서 비롯된 것이라는 추측이 있었지만, 경찰은 사망이 사고였다고 결론을 내렸다.

### 방한
2015년, 카마는 대한민국에 방문하여, 건국대학교에서 명예 정치학 박사 학위를 받았다. 학위를 받은 후, 카마의 공식 직함은 "대통령 중장 세레체 카마 이언 카마 박사"였다.

## 정치적 의견
카마는 짐바브웨 정부, 특히 로버트 무가베에 대해 강경한 입장을 취했다. 그는 모건 창기라이가 이끄는 민주변화운동(MDC)의 회원들이 포함되지 않는 한 그리고 그것이 포함될 때까지 정부를 인정하는 것을 거부함으로써 그렇게 했다.  카마는 또한 다르푸르 지역에서 수단의 오마르 알바시르 대통령의 행동을 비난했고 탄자니아의 자카야 키퀘테 대통령, 잠비아의 레비 무아나와사 대통령과 함께 아프리카의 독재 정부를 비판했다.
카마는 일부 인사들로부터 좋지 않은 결정을 내린 것에 대해 비난을 받아왔는데, 그는 BDP가 고위 정부 직책에서 이익을 얻으려는 기회주의자들에 의해 인수되었다고 주장한 퀘트 마시레 전 대통령에 의해 포함되었다.
카마 정권 하에서 정부는 경찰권을 가진 정보보안국(DISS)도 신설했는데, 이는 미국 연방수사국에 해당하는 보츠와나로 보인다. 이러한 유형의 조직은 새로운 것이 아니며 많은 나라에서 발견되지만, 보츠와나에는 경찰과 군대가 처리할 수 없는 국내 또는 초국가적 위협이 거의 없다고 비난하는 비평가들이 있다. 시포사미 말룽가 남아프리카 오픈 소사이어티 이니셔티브 사무총장을 포함한 일부 사람들은 카마 대통령의 절친한 친구인 이삭 크고시가 처음에 이끌었던 이 기관이 정치적 적이나 대통령이나 그의 행정부를 비판하는 다른 사람들에 대해 쉽게 조작되고 사용될 수 있다고 주장했다.
경제적 측면에서 카마는 보츠와나를 다이아몬드에 대한 과도한 의존에서 벗어나 특히 농업과 관광 분야로 경제를 다각화하는 데 목소리를 높여왔다.
카마는 대통령으로 재임하는 동안 코끼리 사냥을 금지했고 보츠와나의 보호 노력을 지지했다. 2018년, 그는 코끼리 밀렵을 장려한 도널드 트럼프 대통령을 비판했다.
카마는 술에 대한 그의 태도에서 그것을 중대한 문제로 간주하면서 강력한 금지주의자였다.
외교적으로, 그는 북한의 인권 문제에 대해 강경한 입장을 취했다. 2014년 북한의 끔찍한 인권 침해로 북한과의 관계를 끊은 후, 그는 은둔 왕국의 인권 만행을 "아프리카 난민 문제보다 더 나쁘다"고 묘사했으며, 특히 1990년대의 대규모 기근 때였다. 2015년 서울을 방문한 그는 연합뉴스와의 인터뷰에서 북한의 지도자들이 "석기 시대에 살고 있다"고 공격적인 행동을 용납할 수 없다고 비판했다.

## 은퇴
2018년 4월 1일, 모크위치 마시시는 이언 카마의 뒤를 이어 보츠와나의 제5대 대통령으로 취임했다. 마시시와 몇 번의 의견 충돌 후, 특히 권위주의적 경향에 대해 마시시를 비판한 후, 카마는 BDP를 떠나 BDP에서 새롭게 형성된 보츠와나 애국전선(BDF)에 합류하기로 결정했다. 그는 2019년 총선에서 세로웨 지역에서 3석을 얻은 BPF를 위해 캠페인을 벌였다.
2018년 대통령직에서 사임한 후, 카마는 보츠와나에서도 활동하는 미국에 기반을 둔 단체 컨저베이션 인터내셔널의 이사회 멤버가 되었다.
2022년 12월 보츠와나 법원은 카마가 법정에 나오지 않자 불법 총기 5정을 소지한 혐의로 체포영장을 발부했다. 그는 모두 14개의 혐의를 받고 있다.